# Vieux-Port (Eure)
Pour les articles homonymes, voir Vieux-Port.
Vieux-Port est une commune française située au bord de la Seine, dans le département de l'Eure, en région Normandie.

## Géographie

### Localisation
Le village est situé en bord de Seine entre la forêt de Brotonne et le Marais Vernier. Il est directement limitrophe de la commune d'Aizier.
|                    | Petiville (Seine-Maritime) | Saint-Maurice-d'Ételan (Seine-Maritime) (par un angle) |
| Trouville-la-Haule | Vieux-Port                 | Aizier                                                 |
| Trouville-la-Haule | Trouville-la-Haule         | Aizier                                                 |

### Hydrographie
La commune est située dans le bassin Seine-Normandie. Elle est drainée par la Seine,.
La Seine, qui prend sa source à Source-Seine, en Côte-d'Or, sur le plateau de Langres, traverse le département avec de larges méandres dans sa partie nord-est et se jette dans la Manche entre Le Havre et Honfleur. La commune marque la limite amont de l'estuaire moyen, zone de mélange des eaux douces et marines (dans sa définition géographique large, un estuaire est la portion aval d'un fleuve sous l'influence de la marée, l'estuaire de la Seine long de 170 km, s'étend alors jusqu'au barrage de Poses, en amont de Rouen).

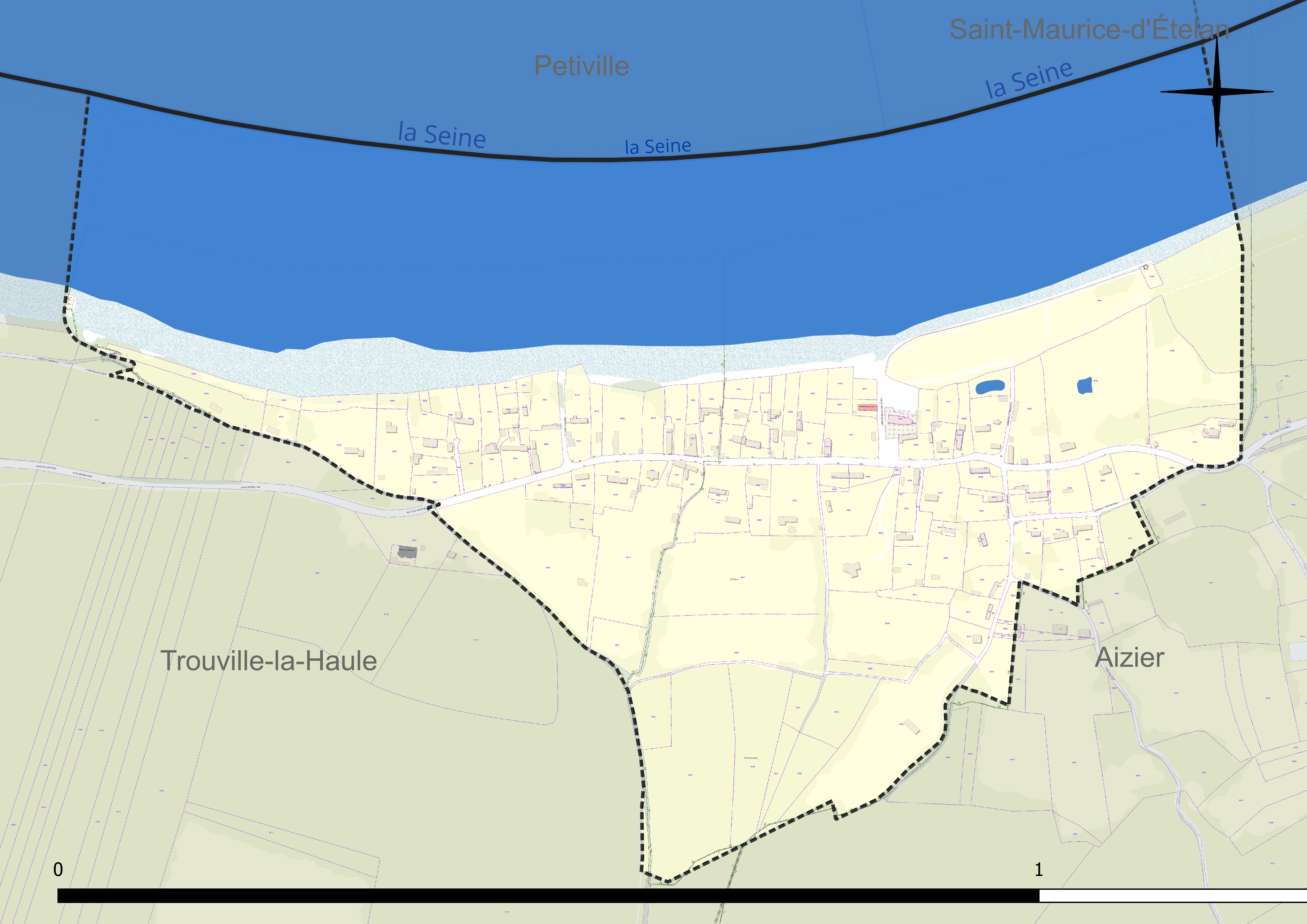
Réseau hydrographique de Vieux-Port.

### Climat
Pour des articles plus généraux, voir Climat de la Normandie et Climat de l'Eure.
En 2010, le climat de la commune est de type climat océanique franc, selon une étude du CNRS s'appuyant sur une série de données couvrant la période 1971-2000. En 2020, Météo-France publie une typologie des climats de la France métropolitaine dans laquelle la commune est exposée à un climat océanique et est dans la région climatique  Côtes de la Manche orientale, caractérisée par un faible ensoleillement (1 550 h/an) ; forte humidité de l’air (plus de 20 h/jour avec humidité relative > 80 % en hiver), vents forts fréquents. Parallèlement le GIEC normand, un groupe régional d’experts sur le climat, différencie quant à lui, dans une étude de 2020, trois grands types de climats pour la région Normandie, nuancés à une échelle plus fine par les facteurs géographiques locaux. La commune est, selon ce zonage, exposée à un « climat contrasté des collines », correspondant au Pays d’Auge, Lieuvin et Roumois, moins directement soumis aux flux océaniques et connaissant toutefois des précipitations assez marquées en raison des reliefs collinaires qui favorisent leur formation.
Pour la période 1971-2000, la température annuelle moyenne est de 10,7 °C, avec  une amplitude thermique annuelle de 12,7 °C. Le cumul annuel moyen de précipitations est de 837 mm, avec 12,5 jours de précipitations en janvier et 7,9 jours en juillet. Pour la période 1991-2020, la température moyenne annuelle observée sur la station météorologique la plus proche, située sur la commune de Petiville à 4 km à vol d'oiseau, est de 12,0 °C et le cumul annuel moyen de précipitations est de 844,9 mm,. Pour l'avenir, les paramètres climatiques de la commune estimés pour 2050 selon différents scénarios d’émission de gaz à effet de serre sont consultables sur un site dédié publié par Météo-France en novembre 2022.

### Milieux naturels et biodiversité
La commune fait partie du parc naturel régional des Boucles de la Seine normande.

## Urbanisme

### Typologie
Au 1er janvier 2024, Vieux-Port est catégorisée commune rurale à habitat très dispersé, selon la nouvelle grille communale de densité à 7 niveaux définie par l'Insee en 2022.
Elle est située hors unité urbaine. Par ailleurs la commune fait partie de l'aire d'attraction du Havre, dont elle est une commune de la couronne,. Cette aire, qui regroupe 116 communes, est catégorisée dans les aires de 200 000 à moins de 700 000 habitants,.

### Occupation des sols
L'occupation des sols de la commune, telle qu'elle ressort de la base de données européenne d’occupation biophysique des sols Corine Land Cover (CLC), est marquée par l'importance des territoires agricoles (39,4 % en 2018), une proportion identique à celle de 1990 (39,4 %). La répartition détaillée en 2018 est la suivante : 
eaux continentales (46,6 %), zones agricoles hétérogènes (33,4 %), forêts (14,1 %), prairies (5,9 %). L'évolution de l’occupation des sols de la commune et de ses infrastructures peut être observée sur les différentes représentations cartographiques du territoire : la carte de Cassini (XVIIIe siècle), la carte d'état-major (1820-1866) et les cartes ou photos aériennes de l'IGN pour la période actuelle (1950 à aujourd'hui).

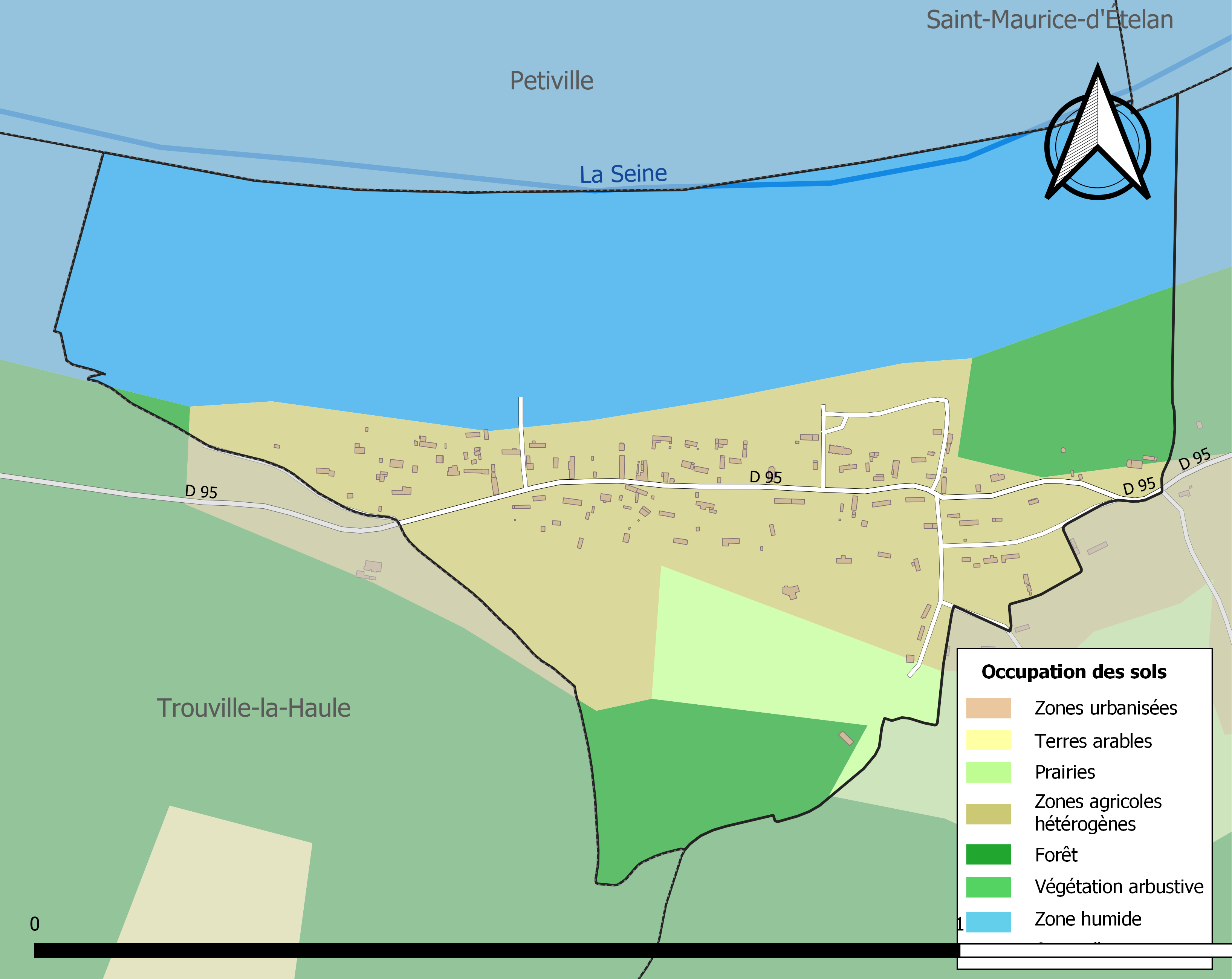
Carte des infrastructures et de l'occupation des sols de la commune en 2018 (CLC).

## Toponymie
Le nom de la localité est attesté sous les formes d'époque médiévale Tutus en 1027, Portus Tutus en 1147 (bulle d’Eugène III), latinisations probables de Portus Twit mentionnée au même siècle en 1174 (charte de Henri II). Plus tard apparaît une autre latinisation Vetus Portus « vieux port » au XIIIe siècle (cartulaire de Fécamp). En 1526, il est attesté sous la forme le Vuel-Port (cartulaire de Jumiéges). Vieil Port en 1717 (Cl. d’Aubigné).
S'il s'agit bien d'une fondation antique, son nom ancien est inconnu. La légende toponymique selon laquelle la mention de 1147, avec le latin tutus, « sûr », serait le nom antique de Vieux-Port, ne repose pas sur des attestations anciennes, ni sur des éléments linguistiques et n'est à ce titre, défendue par aucun toponymiste. La latinisation en Tutus est vraisemblablement motivée par une  confusion provoquée par l'existence en ancien français du mot tuit (masculin pluriel cas sujet, écrit tut dans les textes anglo-normands) signifiant «  tous » et qui s'opposait à tot / toz (prononcé [tuts], cas régime), parfois écrit tut / tuz dans les textes septentrionaux,. Tutus est donc un des exemples récurrents de mauvaise latinisation, les clercs n'ayant pas su comment latiniser l'ancien normand t(h)uit issu du scandinave, celui-ci étant devenu opaque.
Il s'agit, dans ce cas, d'une formation toponymique médiévale composée du (vieux) français port et du norrois þveit « clairière » (> anglais thwaite, même sens) ou du vieux danois thveit « essart » ou éventuellement « pièce de terre », qui en est issu. Il a donné l'appellatif toponymique normand Thuit, -tuit à l'origine de nombreux noms de lieux médiévaux du Roumois et du pays de Caux principalement,. Le microtoponyme La Mare du Thuit situé sur la commune contigüe de Sainte-Croix-sur-Aizier reprend d'ailleurs cet élément. Il a le sens d'« essart » ou de « défrichement d'espace boisé »,. Le sens global du toponyme est celui de « défrichement d'un espace boisée pour créer un port » → « essart du port », signification en accord avec la localisation de Vieux-Port cerné par la forêt.
L'association d'un appellatif d'origine romane avec un appellatif d'origine norroise est perceptible ailleurs en Normandie, par exemple : Croix-Mare, Cléville (Clivilla 1121 - 1131, avec klif, falaise) ou encore Esteinvei à Fresville (1320, avec steinn, pierre et vei / vey forme dialectale de gué), etc.
À noter que le Roumois est une région presque totalement exempte de toponymes antérieurs aux établissements anglo-scandinaves du Xe siècle.
Le passage de Port-Thuit à Vieux-Port a donc dû s'effectuer entre le XIIe siècle et le XIIIe siècle pour des raisons qui demeurent obscures.

## Histoire
Vieux-Port est d'abord connu pour avoir été restitué par Guillaume Longue-Épée, fils de Rollon, à l'abbaye de Jumièges.
Vieux-Port est la plus petite commune du département de l'Eure après La Ferrière-sur-Risle.
Son bâti a peu évolué au XIXe et au XXe siècle, de sorte qu'elle conserve essentiellement des maisons en style vernaculaire, caractéristiques de la Normandie orientale jusqu'à la Dives, à savoir des longères en colombage garni de torchis, appelé terris ou terrage régionalement, avec des toits de chaume, appelé glu ou glui régionalement.
Un bac de Seine fonctionne encore en 1855 pour quelque temps, le projet de bac de Port-Jérôme faisant face à Quillebeuf étant approuvé en octobre 1856. Un bac piéton est maintenu jusqu'en 1953.

## Politique et administration
| Période                                  | Période                       | Identité        | Étiquette | Qualité                                                                                               |
| ---------------------------------------- | ----------------------------- | --------------- | --------- | --- |
| Les données manquantes sont à compléter. |                               |                 |           | |
| avant 1988                               |                               | Bernard Demey   |           | |
| Les données manquantes sont à compléter. |                               |                 |           | |
| mars 2001                                | mars 2008                     | Annick Thietard |           | |
| mars 2008                                | En cours (au 15 juillet 2020) | Frédéric Cardon | DVD       | Professeur des écoles Vice-président de la CC Roumois Seine (2020 → ) Réélu pour le mandat 2020-2026, |

## Population et société

### Démographie
| 1793 | 1800 | 1806 | 1821 | 1831 | 1836 | 1841 | 1846 | 1851 |
| ---- | ---- | ---- | ---- | ---- | ---- | ---- | ---- | ---- |
| 247  | 252  | 264  | 264  | 261  | 270  | 268  | 301  | 286  |

| 1856 | 1861 | 1866 | 1872 | 1876 | 1881 | 1886 | 1891 | 1896 |
| ---- | ---- | ---- | ---- | ---- | ---- | ---- | ---- | ---- |
| 295  | 278  | 242  | 204  | 177  | 183  | 155  | 137  | 154  |

| 1901 | 1906 | 1911 | 1921 | 1926 | 1931 | 1936 | 1946 | 1954 |
| ---- | ---- | ---- | ---- | ---- | ---- | ---- | ---- | ---- |
| 124  | 141  | 116  | 97   | 91   | 102  | 107  | 133  | 121  |

| 1962 | 1968 | 1975 | 1982 | 1990 | 1999 | 2004 | 2006 | 2009 |
| ---- | ---- | ---- | ---- | ---- | ---- | ---- | ---- | ---- |
| 86   | 76   | 66   | 56   | 42   | 58   | 62   | 64   | 60   |

| 2014 | 2019 | 2022 | - | - | - | - | - | - |
| ---- | ---- | ---- | - | - | - | - | - | - |
| 48   | 48   | 50   | - | - | - | - | - | - |

## Culture locale et patrimoine

### Lieux et monuments
Vieux-Port compte plusieurs édifices inscrits à l'inventaire général du patrimoine culturel :
- l'église Saint-Michel (XIIIe (?), XVIIIe et XIXe)[32]. Les seuls éléments subsistant de l'édifice d'origine sont des contreforts du mur nord de la nef. Le chœur date du XVIIIe siècle. Quant à la nef et au clocher, ils ont été reconstruits entre 1856 et 1867 par Dupuis, un architecte de Pont-Audemer.
- une croix de cimetière du XVIe siècle[33] ;

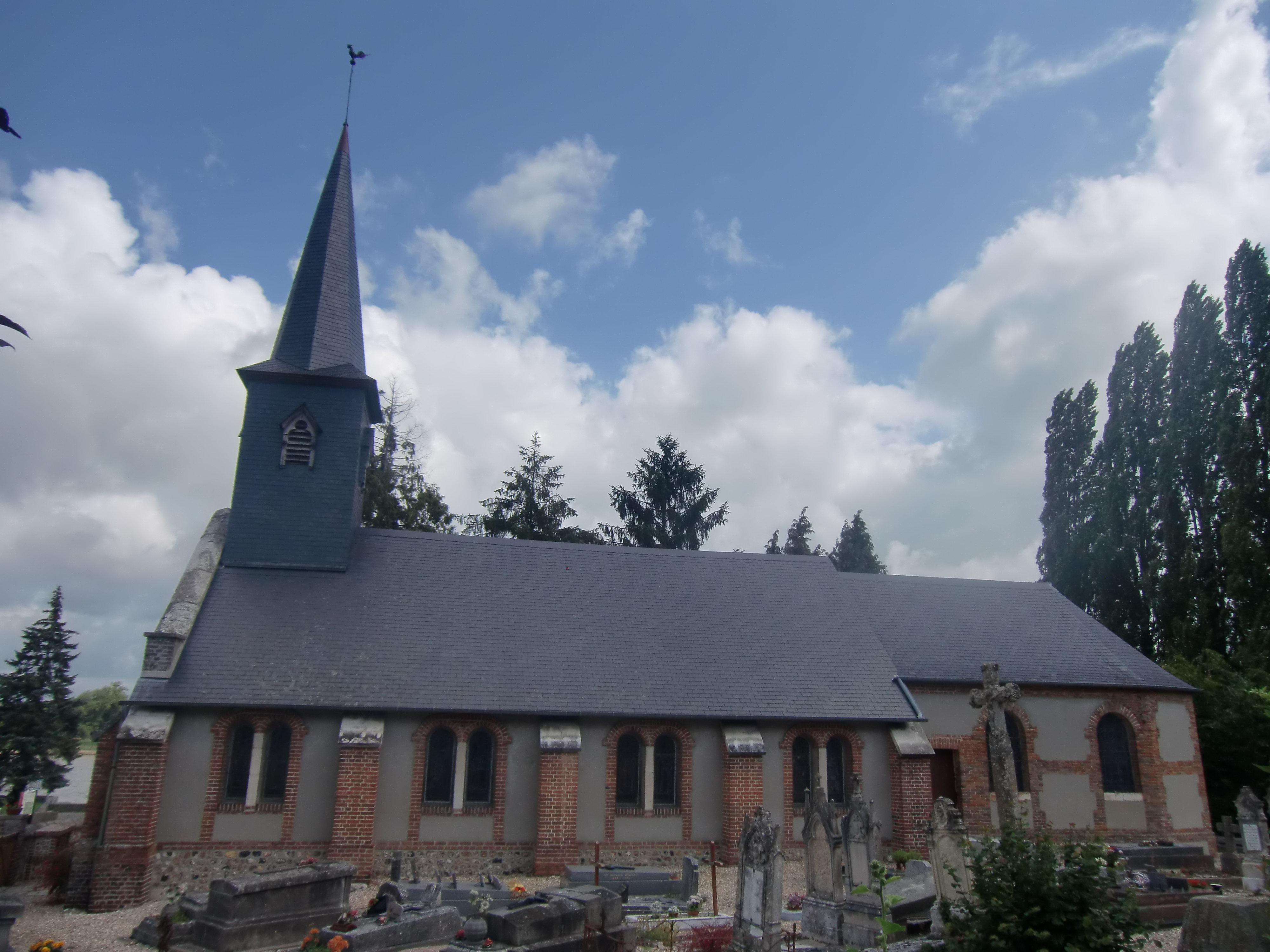
Église paroissiale Saint-Michel.

- une maison du XVIIIe siècle[34].

#### Site inscrit
- L'église, le cimetière, le calvaire et la place,  Site inscrit (1932)[35].

### Personnalités liées à la commune
Une rue porte le nom « Rue du Professeur Lemariey » dans la commune de Vieux-Port. Le professeur monsieur André Lemariey, un des créateurs de l'ORL infantile, chef du service à l'hôpital Trousseau de Paris. Ancien interne des hôpitaux de Paris lauréat de l'assistance publique (prix d'otologie 1927) Assistant du service de Laryngologie de l'hôpital Saint-Antoine. Ancien moniteur de tubage et de trachéotomie à l'hôpital Trousseau. Maintenant, un pavillon porte son nom. Il écrit un livre en 1965 qui s'intitule "Mesnil-Perrey Terre Normande" tiré en 300 exemplaires numérotés, réservés aux souscripteurs. Il est le beau-frère du Colonel Brébant un officier français qui participa à la Première Guerre mondiale, à la Guerre du Rif et à la Seconde Guerre mondiale. Il termina sa carrière avec le grade de colonel.